# Олга Вороњец
Олга Борисовна Вороњец (рус. Ольга Борисовна Воронец; Смоленск, 12. фебруар 1926 — Москва, 2. август 2014) совјетска и руска била је певачица; народна уметница РСФСР (1978).